# Flavia Maxima Fausta
Flavia Maxima Fausta (Grieks: Φλαβία Μάξιμα Φαύστα) (289 – 326) was keizerin van het Romeinse Rijk en de tweede vrouw van Constantijn de Grote.

## Biografie
Fausta was de dochter van de Romeinse keizer Maximianus en Eutropia. Nadat haar vader haar had toevertrouwd, dat hij Constantijn zou laten ombrengen, verraadde ze dit direct aan haar echtgenoot: dit betekende het einde van haar vader die ofwel door zelfmoord, dan wel door executie in 310 om het leven kwam. Ook haar broer, keizer Maxentius onderging een tragisch lot. Toen hij om het leven kwam bij de Slag bij de Milvische Brug werd zijn hoofd door Constantijn afgehakt en op een speer door de straten van Rome gedragen. 
Fausta stond lange tijd in hoog aanzien bij haar man, wat haar in 323 de titel ‘Augusta’ opleverde. In 326 raakte ze echter in diskrediet, toen zij haar stiefzoon Crispus beschuldigde van verkrachting, wat resulteerde in de executie van Constantijns zoon. Door het wegvallen van Crispus stond de weg open voor haar eigen zoons om de keizer op te volgen. Constantijn ontdekte echter, dat de beschuldiging  van Crispus onterecht was en liet hierop Fausta ombrengen (gesproken wordt over verstikking in een stomend bad). Over haar naam werd de damnatio memoriae uitgesproken, waaraan haar zoons gehoor gaven.

## Huwelijk
Uit het huwelijk met Constantijn zouden de volgende kinderen geboren worden.
- Constantijn II, keizer van het Rijk
- Constantius II, keizer van het Rijk
- Constans I, keizer van het Rijk
- Constantina, getrouwd met Hannibalianus en Constantius Gallus
- Helena, getrouwd met keizer Julianus Apostata